# 30585 Firenze
30585 Firenze è un asteroide della fascia principale. Scoperto nel 2001, presenta un'orbita caratterizzata da un semiasse maggiore pari a 2,5253857 au e da un'eccentricità di 0,2231609, inclinata di 2,71747° rispetto all'eclittica.